# 泰歷·米素爾
泰歷·米素爾（英語：Tyrick Mitchell；1999年9月1日—），英格蘭足球運動員，現效力英超球會水晶宫，並代表英格蘭足球代表隊參加國際比賽，司職左後衛，有牙買加血統，並曾表示有興趣代表牙買加國家足球隊。

## 俱樂部生涯
泰歷·米素爾出道於水晶宫的青訓。在2016年，他由布伦特福德青訓營前往至同市球隊水晶宮；當時球隊因為財政問題，令布倫特福德關閉青訓中心。已在青年隊有名氣的米素爾得到不少英國球隊關注，但他和家人決定留在倫敦，因而接受了同屬倫敦球隊水晶宮的邀約。在預備隊踢了一年後，米素爾便隨即升至U18以及U23作賽，表現出色。 
在2020-21賽季，泰歷·米素爾漸漸在球隊得到上陣機會，在各項賽事中獲得20次上陣機會，有一球一助攻。

## 荣誉
水晶宫
- 英格兰足总杯冠軍：2024–25[6]
- 英格蘭社區盾冠軍：2025[7]

## 外部連結
- 足球数据库：泰歷·米素爾的球员统计数据
- Tyrick Mitchell （页面存档备份，存于） at cpfc.co.uk